# Trevon Diggs
Trevon De'Sean Diggs (Gaithersburg, 20 settembre 1998) è un giocatore di football americano statunitense che milita nel ruolo di cornerback per i Dallas Cowboys della National Football League (NFL).

## Carriera universitaria
Diggs giocò a football con gli Alabama Crimson Tide dal 2016 al 2019. Nella sua prima stagione giocò come defensive back, wide receiver e kick returner. Chiuse l'annata con 5 tackle, 11 ricezioni per 88 yard e touchdown e 296 yard su ritorno. L'anno successivo abbandonò il ruolo di ricevitore. Concluse l'annata con 6 tackle e 228 yard su ritorno. Nel 2018 divenne titolare disputando le prime sei partite prima di rompersi un piede e chiudere in anticipo la stagione. Tornò in campo nel 2019, venendo inserito nella formazione ideale della Southeastern Conference.

## Carriera professionistica
Diggs fu scelto dai Dallas Cowboys nel corso del secondo giro (51º assoluto) del Draft NFL 2020. Debuttò come professionista nella gara del primo turno contro i Los Angeles Rams mettendo a segno 3 tackle. La sua stagione da rookie terminò con 58 placcaggi, 3 intercetti e un sack in 12 presenze, 11 delle quali come titolare.
Diggs iniziò la stagione 2021 con tre intercetti nelle prime tre partite, incluso uno ritornato in touchdown nella settimana 3, che gli valsero il premio di miglior difensore della NFC del mese di settembre. Altri due li mise a referto nella settimana 4 su Sam Darnold nella vittoria sui Carolina Panthers, vincendo il titolo di difensore della NFC della settimana. Nel sesto turno pareggiò un record NFL con sette intercetti nelle prime sei partite. A fine stagione fu convocato per il suo primo Pro Bowl e inserito nel First-team All-Pro dopo avere guidato la NFL con 11 intercetti.
Nel 2022 Diggs fu convocato per il suo secondo Pro Bowl dopo 59 placcaggi, 3 intercetti e 14 passaggi deviati.
Il 25 luglio 2023 Diggs firmó con i Cowboys un rinnovo contrattuale quinquennale del valore di 97 milioni di dollari. Il 21 settembre 2023 si ruppe il legamento crociato anteriore in allenamento, perdendo tutto il resto della stagione.

## Palmarès
- Convocazioni al Pro Bowl: 2

2021, 2022
- First-team All-Pro: 1

2021
- Difensore della NFC del mese: 1

settembre 2021
- Difensore della NFC della settimana: 1

4ª del 2021
- Leader della NFL in intercetti: 1

2021

## Vita privata
È il fratello del wide receiver degli Houston Texans Stefon Diggs.